# Kanäle in Ohio
Das Kanalsystem in Ohio entstand unter Gouverneur Jeremiah Morrow in den 1820er und 1830er Jahren im US-Bundesstaat Ohio.
Es umfasste im Wesentlichen die Nord-Süd-Verbindungen zwischen dem Eriesee und dem Ohio River:
- den Ohio-Erie-Kanal im Osten
- den Miami-Erie-Kanal im Westen

sowie diverse Stichkanäle (Feeder).
Die Kanäle dienten vor allem dem Gütertransport und florierten bis in die 1860er Jahre, als die Eisenbahnen errichtet wurden und als schnellere Transportmittel erfolgreich konkurrierten. Durch ein Hochwasser im Jahre 1913 wurden große Teile des Kanalsystems zerstört und nicht wieder aufgebaut.